# ABB Arena Karlskrona
La ABB Arena Karlskrona est une salle omnisports située à Karlskrona dans le Sud de la Suède.

## Configuration
Le complexe permet la pratique de nombreuses activités sportives, aussi bien en extérieur qu'à l'intérieur : 
- sports de glace : hockey sur glace, curling, patinage artistique ;
- sports de raquettes : 12 courts de badminton aux normes internationales, 7 courts de tennis en plein air et 5 indoor dont un disposant d'une tribune de 250 places ;
- salle de gymnastique permettant également la pratique du tumbling et du trampoline ;
- natation ;
- handball ;
- pétanque.
- terrain en gazon synthétique de 105 x 65 m.

L'ensemble dispose également de plusieurs restaurants.
En configuration aréna, sa capacité est de 3 464 places dont 900 debout.
Des demi-finales du Melodifestivalen, le concours national de chansons, se sont tenues dans cette enceinte en 2006 et 2008.

## Noms
À son ouverture en 2005, le complexe s'appelait Arena Rosenholm. Il a été rapidement renommé Vodafone Arena Rosenholm puis Telenor Arena Karlskrona à la suite du rachat de Vodafone Suède par le géant norvégien des télécoms Telenor. Ce rachat incluait le contrat de parrainage initialement conclut entre la commune de Karlskrona et Vodafone. Le 1er juillet 2014, les parties ont annoncé la fin de ce parrainage à la fin de l'année 2014. Après presque une décennie, le complexe change de nom à compter du 1er janvier 2015 et devient la Karlskrona Arena.
Le 25 août 2015, un nouveau contrat de naming de 5 ans est souscrit entre la commune et le groupe helvético-suédois ABB pour un montant d'un million de couronnes par an, somme identique à celle payée par Telenor,.

## Équipe résidente
L'équipe de hockey sur glace du Karlskrona HK, qui évolue en SHL, l'élite suédoise, joue ses matches dans cette patinoire.